# 陳敏 (足球運動員)
陳敏（1993年10月4日—），男，生於澳門，足球運動員，司職後衛，現時效力澳門甲組足球聯賽球會賓菲加。他曾經就讀,青洲小學及培華中學 ，？故有著遠大目標，此後在英國生活兩年，期間不斷鍛煉自己，鞭策自己，縱使身形矮細，卻練得一身好體形及硬朗踢法。澳門球員鄭俊文認為陳敏非常具潛質，在2011年曾親自帶他到中超球隊廣州富力操練一個月。
2012年1月，蒙地卡羅年青球員陳敏在球會安排下，前往葡超球會試腳三星期。將到兩支葡超球隊進行試腳。
陳敏在2012年甲組足球聯賽明星小圈子選舉中，獲選為最佳U23以下青年球員。他最愛的球員為西班牙的恩尼斯達。
2016年7月9日，效力澳門賓菲加的陳敏當選澳門足球先生，他亦同時榮膺「最佳本地球員」及入選「年度最佳11人」，一口氣贏得三個獎項。
2016年亞洲足協盃資格賽，在2016年8月21日於吉爾吉斯的比什凱克舉行，賓菲加首先對壘關島流浪FC，哥爾斯連中兩元，加上艾美達及陳敏各入一球，最後賓菲加以4比2擊敗關島流浪FC。
2016年8月30日，陳敏與葡萄牙甲組聯賽球會奧漢倫斯簽約一年，正式成為職業足球員，但是年底卻因深圳雷曼光電科技股份有限公司停止贊助球會，而失去踏足職業球壇的機會。
2018年7月15日，澳門足總杯季軍戰，賓菲加以5：0擊敗士砵亭，五個入球分別由迪圖及陳敏所取得，當中後者個人大演帽子戲法。
2022年6月12日，賓菲加對本菲卡，陳敏推前一格踢右翼，上半場個人連入四球奠定大勝基礎，最終賓菲加以7比0擊敗本菲卡，報回首循環“大意”失分之仇。

## 澳門代表隊
2012年7月4日，陳敏獲召入澳門U22足球代表隊，參加首屆亞洲足協U22錦標賽外圍賽。
2016年7月4日，2017年東亞盃第一圈，澳門對中華台北，陳敏早段罰球建功，可惜最後以2：3敗陣。

## 外部連結
- 陳敏